# Jonathan Eysseric
Jonathan Eysseric, nacido el 27 de mayo de 1990, es un tenista profesional francés. Su ranking más alto a nivel individual fue el puesto N.º 202, alcanzado el 10 de junio de 2013. A nivel de dobles alcanzó el puesto N.º 199 el 8 de julio de 2013.
Participa principalmente en el circuito ATP Challenger Series, obteniendo más éxito en la modalidad de dobles.

## Carrera

### Juvenil
En el año 2007, fue finalista del Abierto de Australia. Posteriormente en el mismo año se presenta en el Torneo de Roland Garros tanto en individuales como en dobles. En esta modalidad se presenta formando pareja junto a su compatriota Jérémy Chardy, pero pierden frente a los favoritos Martin Damm y Leander Paes. También compite en la modalidad dobles mixtos junto a su compatriota Alizé Cornet. Más tarde se proclamó campeón del US Open en modalidad dobles juvenil, disputando el torneo junto a Jérôme Inzerillo como los sextos cabezas de serie, venciendo a Vladimir Ignatic y Roman Jebavý en semifinales y a Grigor Dimitrov y Vasek Pospisil en la final. Como junior Eysseric logró un récord de partidos ganados/perdidos de 76-26 (y 62-18 en dobles).
Resultados de Grand Slam junior en individuales:
- Australian Open: Final (2007)
- Roland Garros: 3.ª ronda (2007, 2008)
- Wimbledon: 3.ª ronda (2007)
- US Open: Cuartos de final (2006)

### Circuito profesional
A nivel individual ha obtenido 11 torneos futures, 4 en Francia, 2 en Bélgica, y uno cada uno en Brasil, España, Turquía, Túnez y Alemania. En la modalidad de dobles, además de los numerosos futures ganados, ha ganado los challengers de San Sebastián en 2009 junto a su compatriota Roman Jouan y los de Blois y Timisoara en 2013 también junto a Nicolas Renavand también francés.

## Títulos ATP (0; 0+0+)

### Dobles (0)
| Leyenda                         |
| Grand Slam (0)                  |
| ATP Wourld Tour Finals (0)      |
| ATP Masters 1000 World Tour (0) |
| ATP World Tour 500 series (0)   |
| ATP World Tour 250 series (0)   |

#### Finalista (1)
| N.º | Fecha               | Torneos | Superficie    | Pareja        | Oponentes en la final        | Resultado        |
| --- | ------------------- | ------- | ------------- | ------------- | ---------------------------- | ---------------- |
| 1.  | 30 de julio de 2017 | Gstaad  | Tierra batida | Franko Škugor | Oliver Marach Philipp Oswald | 2-6, 6-4, [8-10] |

## Títulos Challenger; 22 (0 + 22)
| Leyenda             | Individuales | Dobles |
| ------------------- | ------------ | ------ |
| ATP Challenger Tour | 0            | 22     |

### Dobles (22)
| No. | Fecha      | Torneo                             | Superficie    | Pareja                    | Rival en la final                  | Resultado              |
| --- | ---------- | ---------------------------------- | ------------- | ------------------------- | ---------------------------------- | ---------------------- |
| 1.  | 26.08.2006 | Challenger de San Sebastián        | Tierra batida | Romain Jouan              | Pedro Clar-Rosselló Albert Ramos   | 7–5, 6–3               |
| 2.  | 15.06.2013 | Challenger de Blois                | Tierra batida | Nicolas Renavand          | Ruben Gonzales Chris Letcher       | 6-3, 6-4               |
| 3.  | 07.07.2013 | Challenger de Timisoara            | Tierra batida | Nicolas Renavand          | Ilija Vučić Miljan Zekić           | 6-7(6), 6-2, [10-7]    |
| 4.  | 19.09.2015 | Challenger de Nanchang             | Tierra batida | Jürgen Zopp               | Hsin-Han Lee Amir Weintraub        | 6-4, 6-2               |
| 5.  | 06.08.2016 | Challenger de Liberec              | Tierra batida | Andre Ghem                | Ariel Behar Dino Marcan            | 6-0, 6-4               |
| 6.  | 23.10.2016 | Challenger de Ningbo               | Dura          | Sergiy Stakhovsky         | Stefan Kozlov Akira Santillan      | 6-4, 7-6(4)            |
| 7.  | 13.11.2016 | Challenger de Mouilleron-le-Captif | Dura (i)      | Édouard Roger-Vasselin    | Johan Brunstrom Andreas Siljeström | 6-7(1), 7-6(3), [11-9] |
| 8.  | 07.01.2017 | Challenger de Bangkok              | Dura          | Gregoire Barrere          | Yuichi Sugita Di Wu                | 6-3, 6-2               |
| 9.  | 08.07.2017 | Challenger de Recanati             | Dura          | Quentin Halys             | Julian Ocleppo Andrea Vavassori    | 6-7, 6-4, [12-10]      |
| 10. | 15.07.2017 | Challenger de Perugia              | Tierra batida | Salvatore Caruso          | Nicolás Kicker Fabricio Neis       | 6-3, 6-3               |
| 11. | 16.09.2017 | Challenger de Estambul             | Dura          | Andre Begemann            | Romain Arneodo Hugo Nys            | 6-3, 5-7, [10-4]       |
| 12. | 17.11.2017 | Challenger de Mouilleron-le-Captif | Dura (i)      | Andre Begemann            | Tomasz Bednarek David Pel          | 6-3, 6-4               |
| 13. | 10.03.2018 | Challenger de Santiago             | Tierra batida | Romain Arneodo            | Guido Andreozzi Guillermo Durán    | 7-6, 1-6, [12-10]      |
| 14. | 09.10.2021 | Challenger de Mouilleron-le-Captif | Dura (i)      | Quentin Halys             | David Pel Aisam-Ul-Haq Qureshi     | 4-6, 7-6(5), [10-8]    |
| 15. | 12.02.2022 | Challenger de Cherburgo            | Dura (i)      | Quentin Halys             | Hendrik Jebens Niklas Schell       | 7-6(6), 6-2            |
| 16. | 11.06.2022 | Challenger de Lyon                 | Tierra batida | Romain Arneodo            | Sander Arends David Pel            | 7-5, 4-6, [10-4]       |
| 17. | 23.06.2023 | Challenger de Parma                | Tierra batida | Miguel Ángel Reyes-Varela | Sander Arends David Pel            | 6-2, 6-3               |
| 18. | 08.07.2023 | Challenger de Milán                | Tierra batida | Denys Molchanov           | Luca Sanchez Theo Arribage         | 6-2, 6-4               |
| 19. | 11.09.2023 | Challenger de Cassis               | Tierra batida | Dan Added                 | Antoine Hoang Liam Broady          | 6-0, 4-6, [11-9]       |
| 20. | 14.04.2024 | Challenger de Split                | Tierra batida | Bart Stevens              | Filip Bergevi Mick Veldheer        | 0-6, 6-4, [10-8]       |
| 21. | 08.06.2024 | Challenger de Zagreb               | Tierra batida | Quentin Halys             | Alexandru Jecan Henrique Rocha     | 6-4, 6-4               |
| 22. | 29.06.2024 | Challenger de Milán                | Tierra batida | Andre Begemann            | Petr Nouza Patrik Rikl             | 2-6, 6-4, [10-6]       |